# Premio TV - Premio regia televisiva 2004
La quarantaquattresima edizione del Premio Regia Televisiva, condotta da Carlo Conti e Daniele Piombi, si svolse al teatro Ariston di Sanremo il 22 marzo 2004 e fu trasmessa in diretta su Rai Uno.

## Premi

### Top Ten
- Torno sabato e...tre (Rai Uno)
- Affari tuoi (Rai Uno)
- L'isola dei famosi (Rai Due)
- Mai dire domenica (Italia 1)
- I raccomandati (Rai Uno)
- Striscia la notizia (Canale 5)
- La prova del cuoco (Rai Uno)
- Lucignolo (Italia 1)
- Porta a Porta (Rai Uno)
- Mi manda Raitre (Rai Tre)

### Miglior programma in assoluto
- Affari tuoi (Rai Uno)

### Miglior programma per la giuria
- Torno sabato e...tre (Rai Uno)

### Miglior personaggio femminile
- Simona Ventura

### Miglior personaggio maschile
- Paolo Bonolis

### Personaggio rivelazione
- Irene Pivetti

### Miglior fiction
- Salvo D'Acquisto (Rai Uno)

### Miglior attore
- Beppe Fiorello

### Miglior TG
- TG1

### Oscar speciale
- Auschwitz e la cioccolata, Piazza Grande (Rai Due)

### Copertina d'oro TV Sette
- Lorella Cuccarini